# Udenrigsministeriet

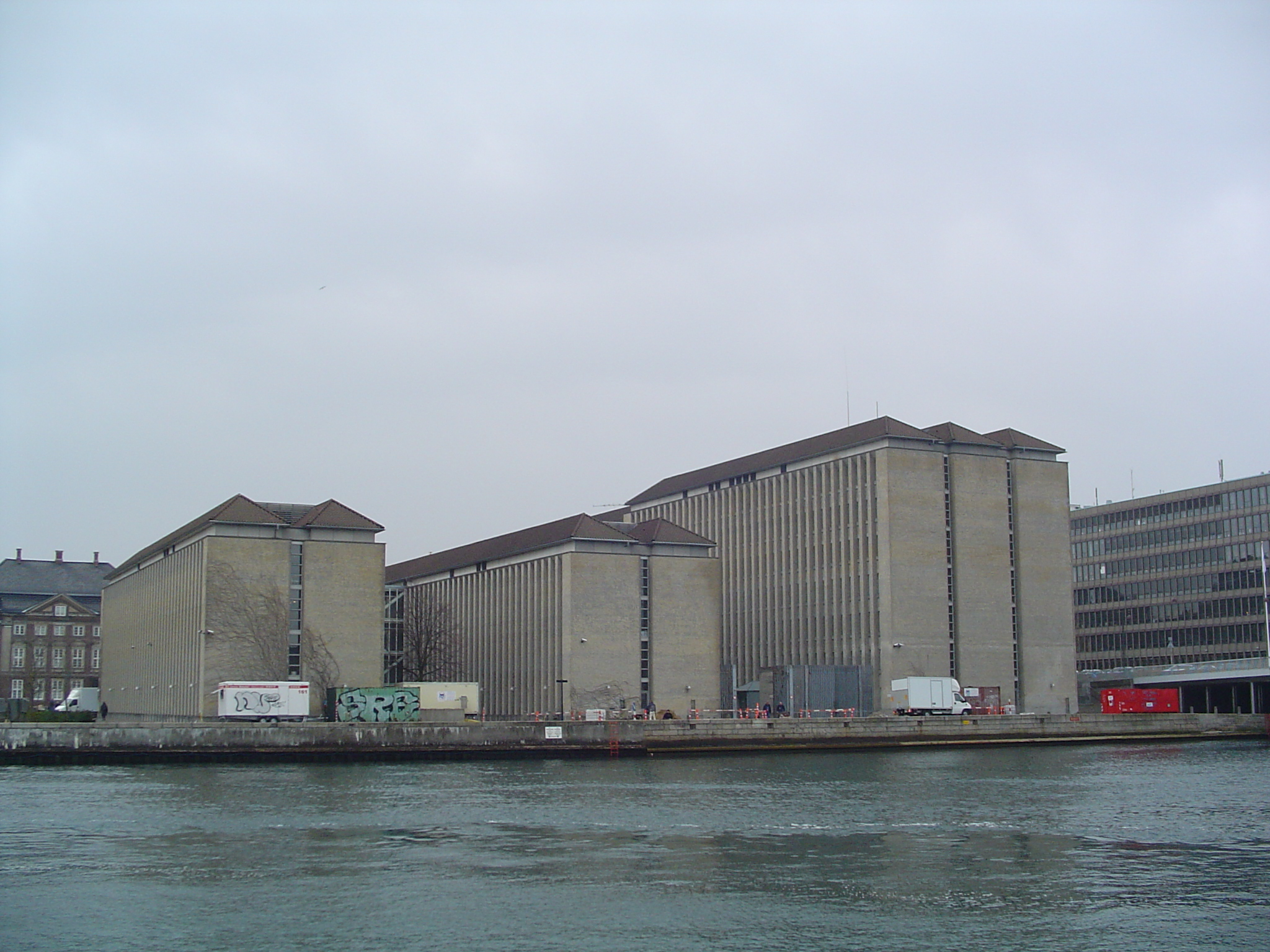
Das Außenministerium am Asiatisk Plads

Das Udenrigsministeriet ist das Außenministerium des Königreichs Dänemark. Es hat seinen Sitz am Asiatisk Plads in der Hauptstadt Kopenhagen und wird seit dem 15. Dezember 2022 von Lars Løkke Rasmussen (Moderaterne) im Kabinett Frederiksen II geleitet. Das Ministerium beschäftigt 1.350 Mitarbeiter, davon 500 im Ausland. Sein Budget beläuft sich auf 1,5 Milliarden Kronen (201 Millionen Euro).
1770 wurde das Departementet for de Udenlandske Anliggender (Departement für auswärtige Angelegenheiten) per königlichem Dekret gegründet. Dieses wurde 1848 vom Udenrigsministeriet als Teil des Märzministeriums abgelöst. Erster Außenminister war Frederik Marcus Knuth.
Gemeinsam mit 78 Botschaften und einer Reihe an Missionen und Konsulaten bildet das Außenministerium den Auswärtigen Dienst. Daneben werden seit 2000 die Handelsämter ebenfalls vom Außenministerium geleitet.

## Minister für nordische Zusammenarbeit
- 28. Mai 1957 – 18. November 1960: Bertel Dahlgaard
- 15. Juli 1965 – 21. September 1966: Lars P. Jensen
- 21. September 1966 – 1. Oktober 1967: Tyge Dahlgaard
- 2. Oktober 1967 – 2. Februar 1968: Ove Hansen
- 2. Februar 1968 – 11. Oktober 1971: Poul Nyboe Andersen
- 11. Oktober 1971 – 26. Februar 1977: Ivar Nørgaard
- 28. Februar 1980 – 30. Dezember 1981: Lise Østergaard
- 10. September 1982 – 10. September 1987: Christian Christensen
- 10. September 1987 – 3. Juni 1988: Lars P. Gammelgaard
- 3. Juni 1988 – 18. November 1992: Thor Pedersen
- 19. November 1992 – 24. Januar 1993: Knud Enggaard
- 25. Januar 1993 – 27. September 1994: Flemming Kofod-Svendsen
- 27. September 1994 – 27. November 2001: Marianne Jelved
- 27. November 2001 – 18. Juni 2002: Bendt Bendtsen
- 18. Juni 2002 – 18. Februar 2005: Flemming Hansen
- 18. Februar 2005 – 23. November 2007: Connie Hedegaard
- 23. November 2007 – 23. Februar 2010: Bertel Haarder
- 23. Februar 2010 – 3. Oktober 2011: Karen Ellemann
- 3. Oktober 2011 – 3. Februar 2014: Manu Sareen
- 3. Februar 2014 – 28. Juni 2015: Carsten Hansen
- 28. Juni 2015 – 30. September 2015: Carl Holst
- 30. September 2015 – 28. November 2016: Peter Christensen
- 28. November 2016 – 27. Juni 2019: Karen Ellemann
- 27. Juni 2019 – 19. November 2020: Rasmus Prehn
- 19. November 2020 – 15. Dezember 2022: Flemming Møller Mortensen
- 15. Dezember 2022 – 23. November 2023: Louise Schack Elholm
- Seit dem 23. November 2023: Morten Dahlin